# Dorothea Veit
Pour les articles homonymes, voir Veit.
Dorothea Friederike Veit, encore appelée Dorothea Schlegel, née Brendel Mendelssohn le 24 octobre 1764 à Berlin et morte le 3 août 1839 à Francfort-sur-le-Main, est une intellectuelle, traductrice et femme de lettres prussienne, qui a contribué à la diffusion des idées romantiques.

## Biographie
Née en 1764 à Berlin, elle est la fille du philosophe Moses Mendelssohn et reçoit une éducation juive traditionnelle.
Elle épouse à 19 ans, en 1783, conformément aux voeux paternels, le banquier Simon Veit, avec qui elle a quatre enfants, dont Johannes et Philipp Veit. Elle rencontre Friedrich Schlegel dans le salon d'Henriette Herz en juillet 1797. Elle divorce le 11 janvier 1799. Elle coécrit probablement, avec Friedrich Schlegel auquel il est généralement atttribué, le roman Lucinde, publié à l'automne 1799, qui conte leur passion et dont l'un des thèmes principaux est la philosophie de l'amour. En 1801, elle publie le roman Florentin, dont le héros voyage à travers l'Europe à la recherche du bonheur. Avec Schlegel, elle fait partie du Cercle d'Iéna. Née juive, elle se convertit au protestantisme en 1804 lors de son mariage avec Schlegel, puis en même temps que lui au catholicisme en 1808.
Après la mort de Schlegel en 1829, elle s'installe à Francfort, y rejoignant son fils, Philipp Veit. Elle y meurt en 1839 et où elle est enterrée au cimetière principal.

## Œuvres
- Florentin, Lübeck et Leipzig, 1801 ; trad. fr. & éd. critique par Alain Montandon, Paris, Classiques Garnier, 216 p., 2024  (ISBN 978-2406166016)
- Gespräch über die neueren Romane der Französinnen, in Europa (revue publiée par Friedrich Schlegel)
- Geschichte des Zauberers Merlin, Leipzig, 1804